# Ваньо, Светлана Геннадьевна
Светлана Геннадьевна Ваньо (до замужества Поздеева; род. 26 мая 1977, Куйбышев) — российская пловчиха, многократная чемпионка России, призёр чемпионата Европы (1997), призёр чемпионата мира (1994), участница Олимпийских игр (1996). Мастер спорта России международного класса.

## Биография
Родилась 26 мая 1977 года в Куйбышеве (ныне Самара). Начала заниматься плаванием в возрасте 7 лет. Тренировалась под руководством Андрея Зеленяева.
Светлана Поздеева специализировалась в плавании баттерфляем. Наиболее значимых результатов добивалась в середине 1990-х годов, когда многократно становилась чемпионкой России на дистанциях 100 и 200 метров. В те же годы входила в состав сборной страны, в 1994 году на чемпионате мира в Риме выиграла бронзовую медаль в комбинированной эстафете, в 1996 году участвовала в Олимпийских играх в Атланте (16 место на дистанции 100 м баттерфляем и 8 место в отборочном туре женской эстафеты 4 х 100 м), в 1997 году на чемпионате Европы в Севилье завоевала в комбинированной эстафете серебро.
В 1997 году завершила свою спортивную карьеру. В 2000 году окончила Самарский государственный педагогический университет. В дальнейшем вышла замуж за гражданина США и переехала в эту страну. Живёт в городе Шарлотсвилл, где работает тренером по плаванию.